# カナリアメロン

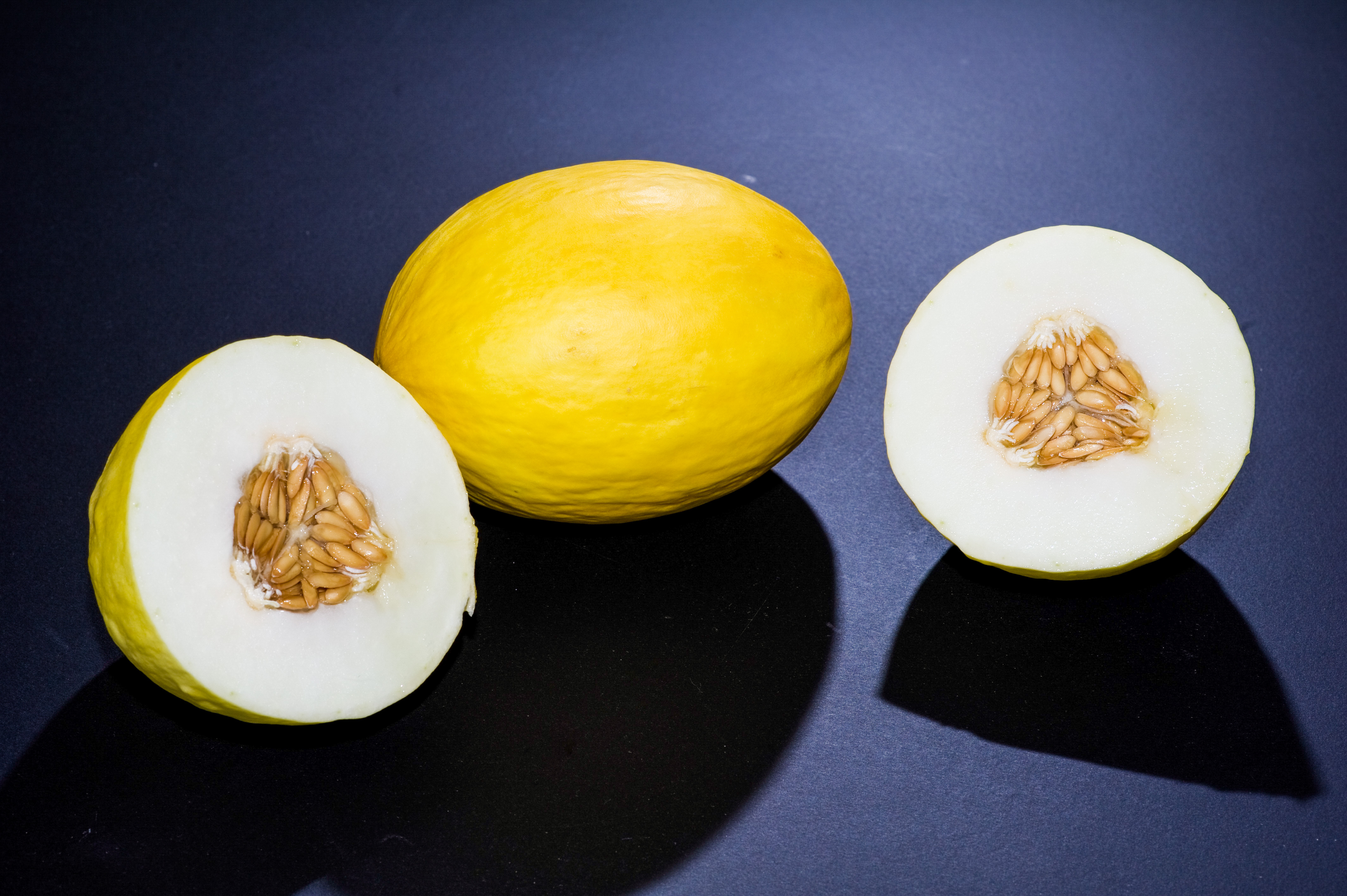
カナリアメロン

カナリアメロン（Canary Melon）は、白肉種のノーネットメロン。完熟時の果皮は、イエローカナリアメロン（Yellow Canary Melon）とも呼ばれる。

## 概要
カンタルペンシス種（Cantalupensis group) とイノドルス 種(Inodorus group)の交配種。名前の由来は、果皮の色が緑・黄色より、鳥のカナリアによる。
日本では、秋田県で「カナリアンメロン」と呼ばれる似た品種が開発され、「カナリアメロン」の名称でも販売される。

## 特徴

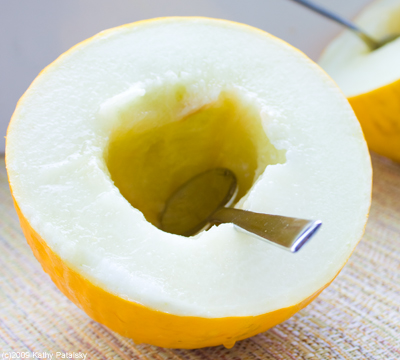
カナリアメロン

- 形状はラグビーボール型でややうねりがあるがなめらか。
- 未成熟の果皮には緑色が含まれるが、完熟時の果皮は、明るい黄色に変化する。
- 果肉は白色で、ハネデューメロン・カンタロープのように甘く、果汁も多い。

## 類似品種
- カナリアンメロン（Canarian Melon）

秋田県で開発された品種。形状は、球形でうねりはなく、なめらか。果皮色・果肉色は、共に同じ。
- キンショウメロン、キンショーメロン